# Jorge Bernal Vargas
Jorge Bernal Vargas LC (Tepeyahualco, 28 de febrero de 1929-Chetumal, 11 de julio de 2023) fue un eclesiástico católico mexicano. Ejerció como obispo-prelado de Cancún-Chetumal, entre 1973 a 2004. 

## Biografía
Jorge nació el 28 de febrero de 1929 en la localidad mexicana de Tepeyahualco, municipio de Tlaxco, Tlaxcala.
Realizó estudio de Humanidades en la Universidad Pontificia Comillas (1948-1950). Completó sus estudios eclesiásticos (1950-1958) en la Pontificia Universidad Gregoriana.

### Vida religiosa
En 1941 conoció a los Legionarios de Cristo en Apizaco, ingresando a la Escuela Apostólica de Tlalpan. Realizó su noviciado en México y España (1946-1947).
Su ordenación sacerdotal fue el 15 de septiembre de 1957, en el Santuario de Lourdes (Francia).
Trabajó inicialmente asistente de humanistas y perfecto de teólogos durante un trimestre. También fue rector del Centro Vocacional de los Legionarios de Cristo en Tlalpan.
El 16 de julio de 1970, el papa Pablo VI lo nombró administrador apostólico de la recién erigida Prelatura de Chetumal. Tomó posesión recién el 21 de noviembre del mismo año, debido al cambio de Delegado apostólico.

### Episcopado

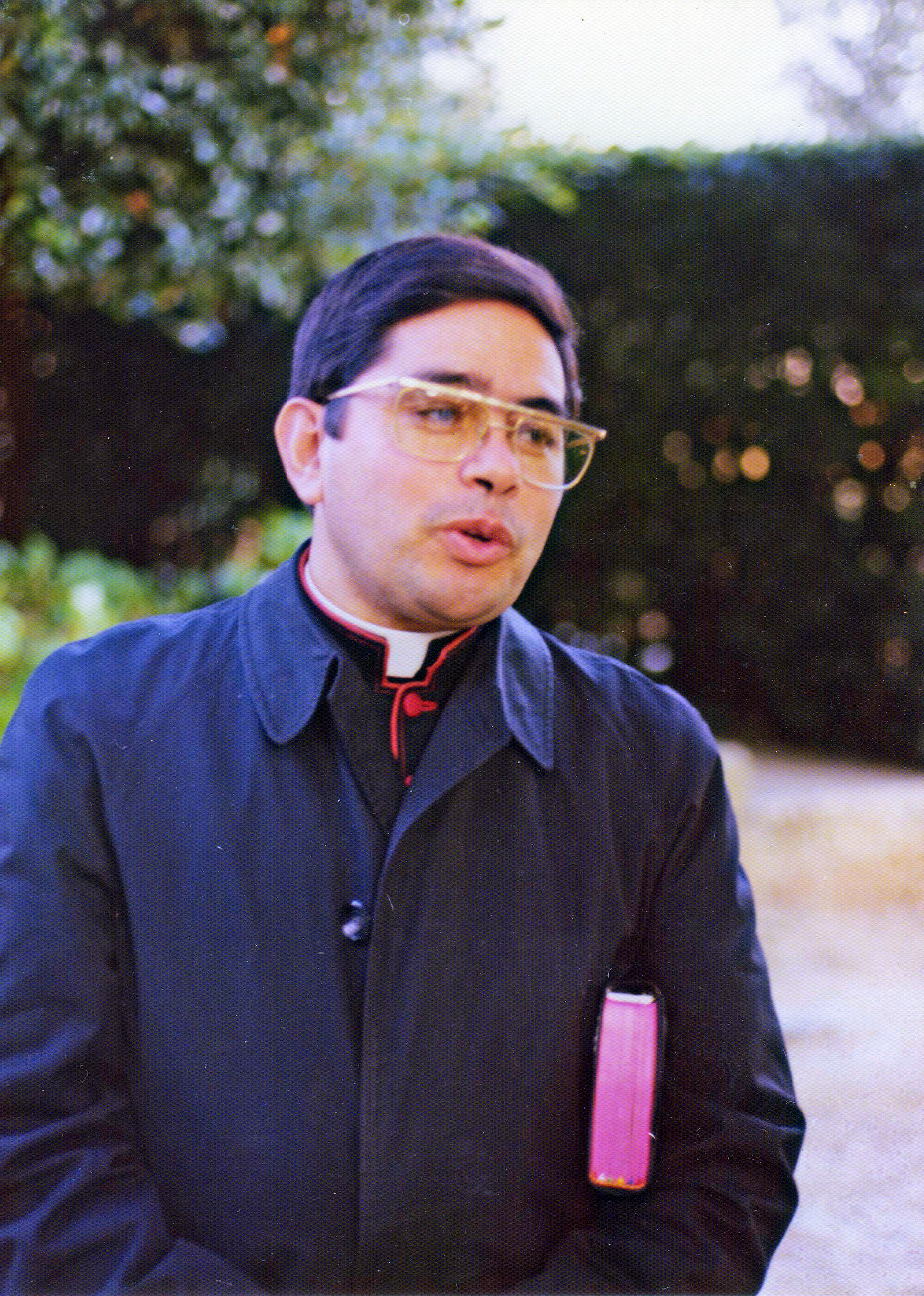
Bernal en Roma (1975).

El 7 de diciembre de 1973, el papa Pablo VI lo nombró obispo titular de Velefi y primer prelado de Chetumal. Fue consagrado el 19 de marzo de 1974, en la Iglesia Ntra. Sra. de Guadalupe en Chetumal; a manos del arzobispo Mario Pio Gaspari. Bernal fue el primer miembro de los Legionarios de Cristo en ser consagrado obispo.
A petición del mismo papa Pablo VI, el 18 de febrero de 1978 renunció a la diócesis titular de Velefi. El 28 de junio siguiente, fue nombrado consultor ad quinquiennium de la Pontificia Comisión para América Latina.
El 20 de diciembre de 1996, el nombre de la prelatura cambió, lo cual también su título episcopal; entrando en efecto el 8 de enero de 1997, con la presencia del arzobispo Girolamo Prigione, 
En la Conferencia del Episcopado Mexicano, fue miembro de la Comisión de Pastoral de Migrantes, Turismo y Turismo (1980-1983), de las Comisiones de Pastoral y Apostolado de Laicos, y de las Comisiones de Refugiados (1992-1994) y de Pastoral (1997 -2000) en adelante. También se desempeñó como vicepresidente de la Región Pastoral Sur (1983-1985; 1994-1997) y como presidente de la Región Pastoral Sureste (1988-1991; 1992-1994), y como vicepresidente de la Comisión para el Apostolado del Mar.
El 26 de octubre de 2004, el papa Francisco aceptó su renuncia, como prelado de Cancún-Chetumal, nombrado a su sucesor al mismo tiempo. Tras su retiro, continuó ejerciendo labores pastorales en la Catedral del Sagrado Corazón de Jesús.

### Fallecimiento
Falleció la madrugada del 11 de julio de 2023 a los 94 años de edad, en la ciudad de Chetumal.
Sus restos fueron incinerados y descansan en la cripta de la Catedral del Sagrado Corazón de Jesús en su ciudad de deceso.

## Acusación de encubrir abusos
En mayo de 2019, la comunicadora Ana Lucía Salazar, hizo una denuncia pública contra el sacerdote, Fernando Martínez que abuso de ella cuando esta tenía 8 años de edad, entre 1991 y 1992.
El testimonio de Ana Lucía Salazar y de otras víctimas de abuso sexual  por parte de Fernando Martínez incluye la participación activa de Jorge Bernal como "encubridor". Según los testimonios, Bernal se reunió con las familias de las niñas abusadas para ganar tiempo y solicitarles que no presentaran demanda mientras los Superiores legionarios sacaban del país a Fernando Martínez, sacerdote de los Legionarios de Cristo; congregación fundada por Marcial Maciel y que se ha visto involucrada en diversos casos de abuso sexual en contra de menores de edad. "Justicia para las víctimas", exigió Salazar, acusando a la Iglesia de México de hacer caso omiso a las víctimas de violencia sexual infantil por parte de sacerdotes.